# Koperoxidegelijkrichter

Karakteristiek

Een koperoxidegelijkrichter, ook metaalgelijkrichter, is een verouderde, niet meer gebruikte gelijkrichter op basis van het halfgeleidende koper(I)oxide (cupro). De aanduiding als metaalgelijkrichter werd in die tijd ook gebruikt ter onderscheiding van elektrolytische gelijkrichters. Ze behoren tot de eerste industrieel gebruikte halfgeleiders.

## Geschiedenis
Koperoxidegelijkrichters werden vanaf ongeveer 1925 commercieel vervaardigd. Bij toepassingen voor grotere vermogen werden ze al snel vervangen door de seleniumdiode, later door de germanium- en de siliciumdiode. Tot de jaren 1950 waren ze nog in gebruik in meetschakelingen, maar tegenwoordig vinden ze geen toepassing meer.

## Opbouw

Opbouw

Een enkel koperoxide-element bestaat uit een eenzijdig met koper(I)oxide beklede koperen plaat, met afhankelijk van de gewenste stroombelasting een diameter van 1 tot ongeveer 40 mm. Meerdere van dergelijke platen worden door stapeling, via contactveren of tussengeschoven loden of zinken schijven, in serie geschakeld of tot een bruggelijkrichter gevormd.

## Gebruik
Een van de voordelen van de koperoxidegelijkrichter is de lage doorlaatspanning van 0,2-0,35 V. Om deze reden waren zij tot het midden van de 20e eeuw in gebruik als gelijkrichter in meetschakelingen voor wisselstroom, in het bijzonder voor metingen met behulp van een draaispoelmeter. Daarbij speelde ook de hoge ongevoeligheid voor overbelasting een rol, vergeleken met de in de jaren 1950 beschikbare germaniumdioden. In de daaropvolgende jaren werden metaalgelijkrichters voor meetdoeleinden vervangen door schottkydioden op basis van silicium.
De inwendige weerstand van een koperoxide-element in de stroomrichting ligt tussen 3 Ω en 30 Ω bij typische stroomdichtheden van ongeveer 100 mA/cm2, zodat grote oppervlakten nodig zijn voor grotere stromen. De kleine sperspanning maakt cascadeschakelingen nodig. Dus werden voor hogere spanningen bij een stroom van enkele mA vaak plastic buizen gebruikt, gevuld met een aantal gestapelde cirkelvormige koperoxide-elementen.
De sperstroom van een koperoxide-element is relatief groot en sterk afhankelijk van de temperatuur.

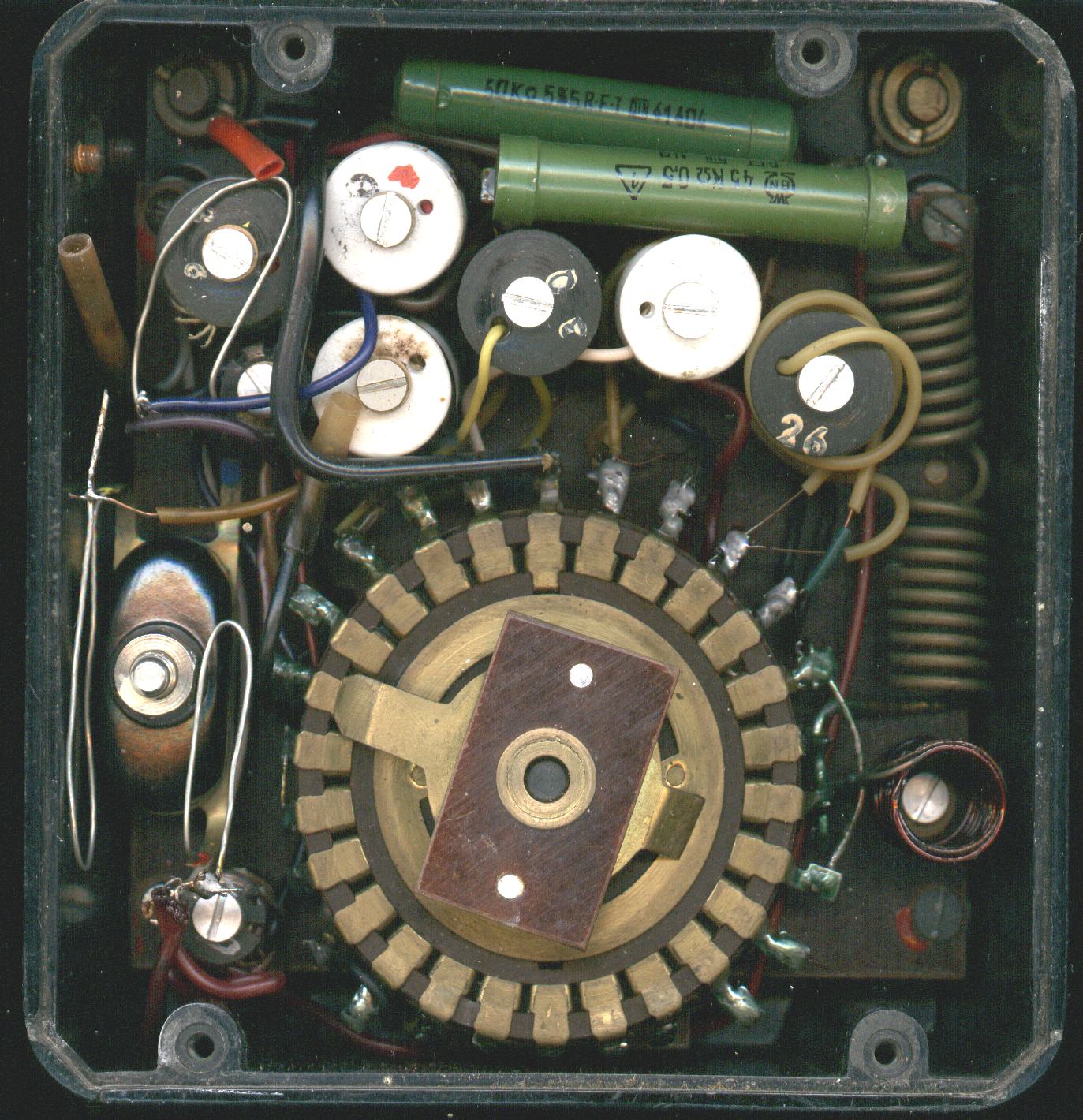
koperoxidegelijkrichter (links) in de multimeter „Multizet“
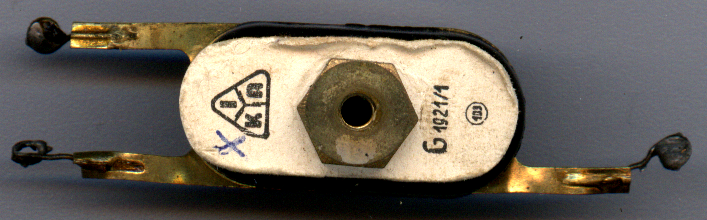
Losse metaalgelijkrichter in een brugschakeling
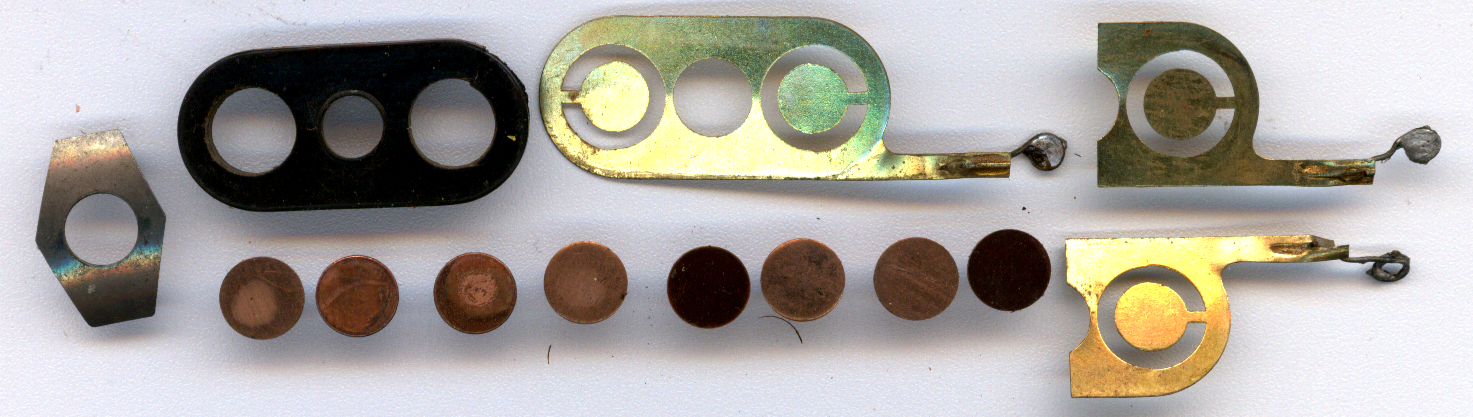
Onderdelen van een koperoxidegelijkrichter: koperen schijven met oxidelaag, donkere schijven van pertinax isoleren de veren
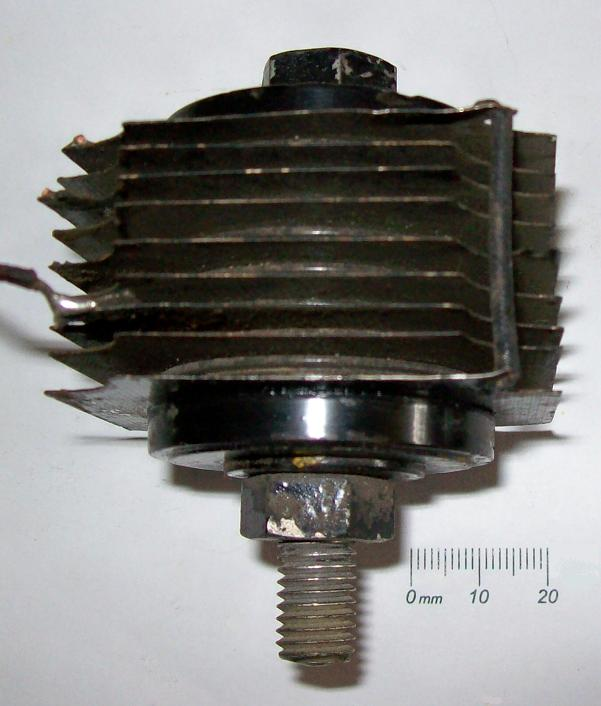
Koperoxidegelijkrichter voor ongeveer 0,5 A / 12 V